# Weilerbach (Nadrenia-Palatynat)
Weilerbach – miejscowość i gmina w Niemczech, w kraju związkowym Nadrenia-Palatynat, w powiecie Kaiserslautern, siedziba gminy związkowej Weilerbach.